# Acacia pendula
Acacia pendula là một loài thực vật có hoa trong họ Đậu. Loài này được G.Don miêu tả khoa học đầu tiên.

## Hình ảnh

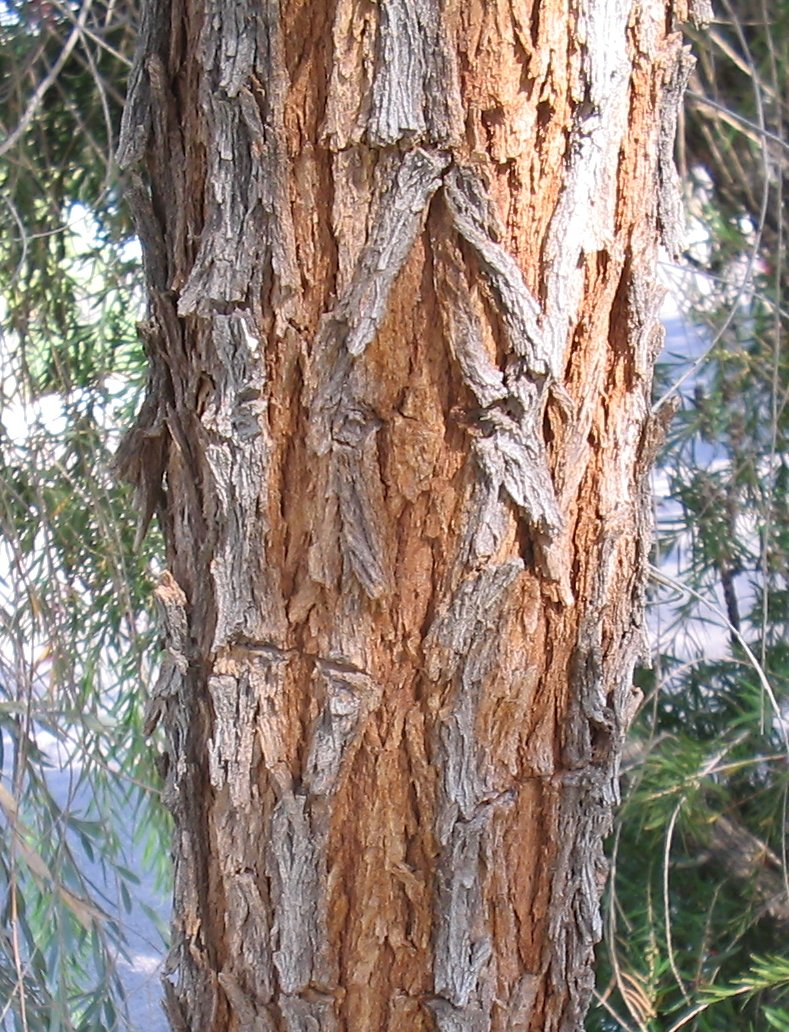